# Джеймс Мей
Джеймс Деніал Мей (англ. James Daniel May; нар. 16 січня 1963 року в Бристолі, Велика Британія) — англійський журналіст, відомий як ведучий Top Gear, разом із Джеремі Кларксоном і Річардом Хамондом. Веде колонку, присвячену автомобілям у газеті The Daily Telegraph. Через свій обережний стиль керування автомобілем дістав прізвисько «Капітан Повільний» (англ. "Captain Slow") у телепередачі Top Gear. Що не завадило йому розігнати автомобіль Bugatti Veyron до його максимальної швидкості — 407 км/год (2010 року на версії Bugatti Veyron Super Sport було встановлено новий особистий рекорд — 417,6 км/год).
Окрім того, Мей разом із Джеремі Кларксоном та ісландською командою підтримки були першими людьми, яким вдалося дістатися північного магнітного полюсу на автомобілі (Toyota Hilux). За версією Кларксона, Мей став першою людиною, яка поїхала на Північний полюс, не маючи бажання там побувати.
2009  року він представив дві частини документальної програми «40 років польоту на Місяць», кульмінацією якої став політ на борту літака-розвідника U2.

## Журналістська кар'єра
На початку 1980-х років Мей працював помічником редактора в The Engineer, пізніше — в журналі Autocar. Він писав для декількох видань, зокрема постійну рубрику в журналі CAR під назвою England Made Me, статті для журналу Top Gear, а також вів щотижневу колонку в The Daily Telegraph. 2000 року він виграв нагороду "Автожурналіст року".
Він написав книгу «Мей про автомобілі», що являє собою збірку його статей, і у співавторстві — «Велика винна пригода Оза і Джеймса», заснована на телесеріалі з тією ж назвою.
У серпні 2006 року стало відомо, що Мей співпрацював з онлайновим автомобільним гумористичним журналом Sniff Petrol.

## Ведучий
Співведучим у Top Gear він уперше став 1999 року, поки BBC не закрила передачу через низькі рейтинги. Потім він повернувся до шоу у другому сезоні теперішнього формату Top Gear. 29 січня 2006 року він вів телепередачу «Найвідоміші» на BBC 2.

## Особисте життя
Джеймс Мей народився у Бристолі. Коли він був малий, його сім'я часто подорожувала по країні. У дитинстві він був хористом у Вінстонскій приходській школі. Прекрасний флейтист і піаніст, згодом він навчався музики в Ланкастерському університеті. Наразі Мей живе у Хаммерсміті, західній частині Лондона, з танцювальним критиком Сарою Фрейтер. 
Мей має декілька автомобілів, зокрема Rolls-Royce Corniche 1971року, Jaguar XJS, Range Rover, Fiat Panda, Ferrari F430, Porsche 911, Porsche Boxster S (Мей стверджує, що це перша машина, яку  він купив новою), Mini Cooper і декілька мотоциклів. Він полюбляє як престижні автомобілі Rolls-Royce і Bentley, так і прості авто.
Іспит з водіння Джеймс склав з другої спроби.

## Проекти і програми Мея

### Телебачення
| Рік     | Назва                             | Статус  |
| ------- | --------------------------------- | ------- |
| 1999    | Top Gear                          | Ведучий |
| 2003-15 | Top Gear                          | Ведучий |
| 2005    | Джеймс Мей Історія іграшок        | Ведучий |
| 2006    | Oz and James’s Big Wine Adventure | Ведучий |
| 2006    | Inside Killer Sharks              | Ведучий |
| 2006    | Petrolheads                       | Гість   |
| 2007    | Top Gear of the Pops              | Ведучий |
| 2007    | James May’s 20th Century          | Ведучий |
| 2007    | James May: My Sisters' Top Toys   | Ведучий |
| 2008    | Top Ground Gear Force             | Ведучий |
| 2008    | James May’s Big Ideas             | Ведучий |
| 2009    | Oz and James Drink to Britain     | Ведучий |
| 2009    | Джеймс Мей на Місяці              | Ведучий |
| 2009    | Джеймс Мей Орли в Космосі         | Ведучий |
| 2009    | Джеймс Мей Історія іграшок        | Ведучий |
| 2011    | James May’s Man Lab               | Ведучий |
| 2016-   | The Grand Tour                    | Ведучий |

### DVD
| Назва                                       | Компанія | Рік  |
| ------------------------------------------- | -------- | ---- |
| James May’s Motormania Car Quiz             | DMD      | 2006 |
| James May’s 20th Century                    | ITV      | 2007 |
| James May’s Big Ideas                       | DMD      | 2009 |
| James May’s Moon Adventures                 | BBC      | 2009 |
| James May’s Amazing Brain Trainer           | DMD      | 2009 |
| James May’s Toy Stories                     | BBC      | 2009 |
| Oz and James Big Wine Adventure: Series One | BBC      | 2006 |
| Oz and James Big Wine Adventure: Series Two | BBC      | 2008 |
| Oz and James Drink to Britain: Series Three | BBC      | 2009 |
| Top Gear Апокаліпсис                        | BBC      | 2010 |

### Книги
| Назва                                     | Видавник           | Рік  |
| ----------------------------------------- | ------------------ | ---- |
| May on Motors: On the Road with James May | Virgin Books       | 2006 |
| Oz and James’s Big Wine Adventure         | BBC Books          | 2006 |
| May on Motors                             | Virgin Books       | 2007 |
| Notes from the Hard Shoulder              | Virgin Books       | 2007 |
| James May’s 20th Century                  | Hodder & Stoughton | 2007 |
| James May’s Magnificent Machines          | Hodder & Stoughton | 2008 |
| Oz and James Drink to Britain             | Pavilion (Anova)   | 2009 |
| James May’s Car Fever (H/B)               | Hodder & Stoughton | 2009 |
| James May’s Car Fever (P/B)               | Hodder & Stoughton | 2009 |
| Джеймс Мей Історія іграшок                | Conway (Anova)     | 2009 |
| James May’s Car Fever: Volume 2           | Hodder & Stoughton | 2010 |
| How to Land an A330 Airbus                | Hodder & Stoughton | 2010 |